# Cribroconica
Cribroconica es un género de foraminífero bentónico de la Familia Chrysalogoniidae, de la Superfamilia Nodosarioidea, del Suborden Lagenina y del Orden Lagenida. Su especie-tipo es Nodosaria stimulea. Su rango cronoestratigráfico abarca desde el Mioceno hasta el Pleistoceno medio.

## Clasificación
Cribroconica incluye a la siguiente especie:
- Cribroconica californiensis †
- Cribroconica stimulea †
- Cribroconica texana †